# Alyxia baillonii
Alyxia baillonii är en oleanderväxtart som beskrevs av André Guillaumin. Alyxia baillonii ingår i släktet Alyxia och familjen oleanderväxter. Inga underarter finns listade i Catalogue of Life.